# Солдатенкова, Татьяна Николаевна
Татьяна Николаевна Солдатенкова (28 мая 1960, Москва — 30 декабря 2016, Лёвен) — бельгийский славист, педагог. Доктор наук, профессор, адъюнкт-профессор, заведующая департаментом «Языки и Регионы» и директор Центра российских исследований Лёвенского Католического университета, председатель бельгийского отделения МАПРЯЛ (Фландрия). 

## Биография
Родилась в 1960 году в Москве.
Поступила на кафедру славистики Лёвенского католического университета, где преподавала грамматику русского языка, дидактику РКИ, лексикологию, а также историческую грамматику русского языка, сравнительную грамматику славянских языков как современную, так и доисторического периода. 
Защитила докторскую диссертацию по современной структурной лингвистике на тему валентности русского глагола в рамках Прономинального подхода. 
Недостаток знаний по историческому языкознанию вынудил её разработать проект по лексике Древней Руси. Учителем и гостем Т. Н. Солдатенковой в этом проекте стал известный русский ученый Игорь Степанович Улуханов. Результатом этого большого фундаментального исследования стал ряд совместных статей, опубликованных в Russian Linguistics, а затем вошедший в отдельную книгу И.С. Улуханова о лексике древнерусского языка.
В 2011 году на базе Лёвенского католического университета и с помощью фонда «Русский мир» был открыт Центр российский исследований, директором которого стала Т. Н. Солдатенкова. 
В течение долгого времени и до последних дней жизни была председателем Бельгийского отделения (Фландрия) Международной Ассоциации Преподавателей Русского Языка (МАПРЯЛ). Много лет подряд в рамках своего председательства  совместно с РЦНК (Брюссель) организовывала ежегодные конференции для преподавателей русского, а иногда и польского языков. После большой международной конференции МАПРЯЛа в Левене в 2014 году Т. Н. Солдатенкова серьезно заболела и спустя два года скончалась.

## Избранные публикации

### Статьи
- Солдатенкова, Т. Н. Лексикографические принципы описания глагольного управления в словаре Ю. Д. Апресяна и Э. Палл «Русский глагол - венгерский глагол. Управление и сочетаемость» // Slavica Gandensia. — 1996. — № 23. — С. 54—65.
- Солдатенкова, Т. Н. Методологические проблемы валентности русского глагола и Прономинальный подход // Slavica Gandensia. — 1998. — № 25/1. — С. 111—135.
- Солдатенкова, Т. Н. О теории глагольных корреляций и глагольного категориала Полемика с исследованием « Глагольный категориал » Бранко Тошовича 1998 Статья - рецензия // Anzeiger für slavische Philologie. — Graz, 1999. — Т. 26—27. — С. 201—213.
- Uluchanov, Igor. Several Approaches to the Study of the Historical Lexicology of the Russian Language :  [англ.] / Igor Uluchanov, Tat'jana Soldatenkova // Russian Linguistics. — 2002. — Т. 26, № 1. — С. 29—62.
- Uluchanov, Igor. The Semantics of the Old Russian Colloquial Lexicon :  [англ.] / Igor Uluchanov, Tat'jana Soldatenkova // Russian Linguistics. — 2004. — Т. 28, № 3. — С. 361—400.
- Солдатенкова, Т. Н. Традиции и инновации в РКИ: подход Множественного интеллекта / Т. Н. Солдатенкова, В. А. Жеребов // Мир русского слова. — 2013. — № 1. — ISSN 1811-1629.

### Редактор
- For East is East: liber amicorum Wojciech Skalmowski / Ed. by Tatjana Soldatenjenkova and Emmanuel Waegemans. - Leuven: Peeters; 2003